# 尤纳斯·卡兹劳斯卡斯

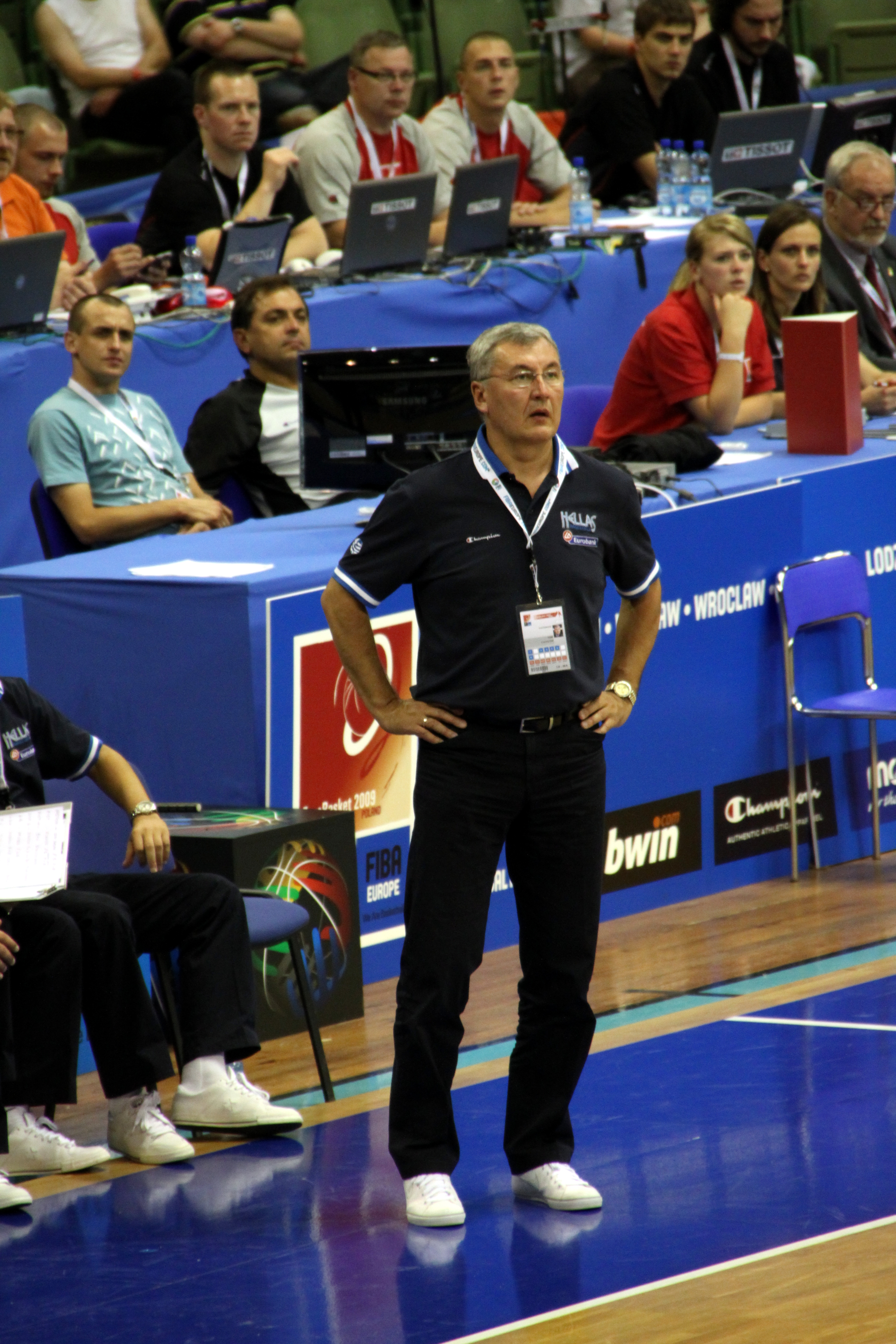
尤纳斯·卡兹劳斯卡斯在2009年欧洲篮球锦标赛

尤纳斯·卡兹劳斯卡斯（1954年11月21日—），前蘇聯及立陶宛籃球巨星，先後出任球員和教練等職司，曾任立陶宛国家男子篮球队、中國男籃、希腊国家男子篮球队主教练，并取得不错的成绩。

## 生平

### 球員時代
尤纳斯1954年11月21日出生于立陶宛帕内韦日斯市，1972年到1977年就讀於維爾紐斯大學數學系，期間曾代表蘇聯青年隊參加國家大賽，曾擔任维尔纽斯Statyba俱乐部球员，获得1979年苏联超级联赛的铜牌，取得很好的成績。後來入選蘇聯國家隊，以及後來的立陶宛國家隊，司職後衛。

### 出任教練
尤纳斯曾执教过立陶宛篮球联赛两支最强大的球队扎尔吉里斯篮球俱乐部和立陶宛晨报篮球俱乐部。2000年帶領年輕的立陶宛國家隊，差點擊敗美國夢之隊，拿到奧運會銅牌。在2002年曾获得立陶宛联赛最佳教练，并且担任立陶宛联赛全明星队教练，也担任过欧洲篮球冠军立陶宛国家男篮的主教练一职。後擔任中国国家男子篮球队主教练，任期至2008年北京奥运会。在尤纳斯的带领下，中国男篮成功卫冕了亚洲锦标赛和亚运会的金牌。
尤纳斯曾經培養過的球員包括阿維達斯·薩博尼斯和扎伊德魯納斯·伊爾格斯卡斯兩位高中鋒。
2013年至2014年，担任广东华南虎篮球俱乐部助理教练。
2017年起，接替原本杜鋒担任广东华南虎篮球俱乐部主教练。

## 执教球队
- 1994年-2000年：萨拉基利斯考纳斯（英语：BC Žalgiris）
- 1997年-2001年：立陶宛男篮
- 2001年-2004年：立陶宛晨报（英语：BC Lietuvos Rytas）
- 2004年：中国男篮（助理教练）
- 2004年-2006年：奥林匹亚科斯
- 2004年-2008年：中国男篮
- 2009年-2010年：希腊男篮
- 2011年-2012年：莫斯科中央陆军
- 2012年-2013年：广东宏远（执行教练）
- 2012年-2016年：立陶宛男篮
- 2017年-2018年：广东宏远

## 执教成绩和奖项
- 1994年 欧洲U-21锦标赛
- 1995年-1999年、2002年：立陶宛国内联赛(LKL)冠军
- 1998年 赢得欧洲篮球杯赛(欧洲篮球联赛)
- 1999年 赢得欧洲篮球联赛
- 1999年、2002年 赢得北欧联赛NEBL金牌
- 2000年悉尼奥运会铜牌
- 2005年 亚运会男篮冠军
- 2006年 ESAKE赛事亚军
- 2006年 亚洲篮球锦标赛冠军